# مدرسه عالی ملی معدن پاریس
مدرسه عالی ملی معدن پاریس (به فرانسوی: École Nationale Supérieure des Mines de Paris) دانشسرای عالی است که در سال ۱۷۸۳ به دستور پادشاه فرانسه لویی شانزدهم در پاریس تأسیس شد.
مکان اصلی این دانشکده در محله لاتین است اما در مناطق حاشیه پاریس و در دیگر شهرهای فرانسه نیز دارای شعباتی است. این دانشکده عضو دانشگاه پاریس تک است.
برخلاف اندازه کوچک این دانشگاه (این دانشگاه سالانه ۱۲۰ دانشجو جذب می‌کند) نقش آن در صنعت فرانسه در طول تاریخ بسزا است.
تاکنون ۲ نفر از دانش‌آموختگان این دانشگاه موفق به کسب جایزه نوبل شده‌اند:
- موریس الی: برنده جایزه نوبل اقتصاد
- جرج شارپک: برنده جایزه نوبل فیزیک

مهندس نصرالله خادم بنیانگذار سازمان زمین‌شناسی و اکتشافات معدنی کشور نیز از فارغ‌التحصیلان دانشکده ملی معدن پاریس بود.